# Stan Lynde
Myron Stanford Lynde mais conhecido como Stan Lynde (Billings, 23 de setembro de 1931 — Helena, 6 de agosto de 2013) foi um cartunista, escritor e ilustrador de banda desenhada estadunidense.
Ex-aluno da Universidade de Montana, Lynde criou em 1958 a tira de banda desenhada Rick O'Shay, um dos seus maiores sucessos publicados e destaque pela crítica americana e internacional. As tiras foram publicadas por um período de vinte anos e atingia cerca de quinze milhões de leitores por dia.
Morreu aos 81 anos no estado americano de Montana, vítima de câncer.